# Batiemoco Traoré
Batiemoco Traoré (em francês: Batiémoco/Batiemoko Traoré; m. 1888) foi um nobre da dinastia Traoré ativo no Reino de Quenedugu no reinado do fama Tiebá (r. 1866–1893).

## Vida
Batiemoco era filho de Daulá Traoré (r. 1845–1860). Em 1872-1873, seguiu seus irmãos Tiebá e Babemba na expedição contra Folona. Ele foi morto durante os confrontos do Cerco de Sicasso conduzido em 1888 por Samori Turé do Império de Uassulu.